# Oma
Oma är en tätort i Kvams kommun i Vestland fylke i västra Norge. Orten ligger vid fylkesväg 576, på den västra sidan av Hardangerfjorden.
Tidigare har orten tillhört dåvarande Strandebarms kommun i Hordaland fylke.